# Paratrea plebeja
Paratrea plebeja is een vlinder uit de familie van de pijlstaarten (Sphingidae). De wetenschappelijke naam van de soort werd in 1777 gepubliceerd door Johann Christian Fabricius.